# Marit Fjellanger Bøhmová
Marit Fjellanger Bøhmová (* 24. října 1988 Stavanger, Norsko) je norská rychlobruslařka.
Většinu své kariéry startovala téměř výhradně jen v norských nebo skandinávských závodech, případně menších závodech v Německu. Její první velkou mezinárodní akcí bylo Akademické mistrovství světa 2012. Ve Světovém poháru debutovala ojedinělým startem v lednu 2016, pravidelně se jej začala účastnit až počátkem roku 2021. Na Mistrovství světa na jednotlivých tratích 2021 se umístila na čtvrté příčce ve stíhacím závodě družstev. V téže disciplíně získala stříbrnou medaili na Mistrovství Evropy 2022. Startovala na ZOH 2022 (hromadný start – vypadla v semifinále, stíhací závod družstev – 6. místo).